# Říjen v železniční zemi
Říjen v železniční zemi je kniha postavená na tvorbě amerického spisovatele Jacka Kerouaca. Nejedná se o původní, ucelený román, ale o překlad několika kapitol z vybraných Kerouacových knih: Podzemníci, Na cestě, Dharmoví tuláci a Book of Dreams (Kniha snů).